# Блютт, Аксель Гудбранн
Аксель Гудбранн Блютт (норв. Axel Gudbrand Blytt; 1843—1898) — норвежский ботаник, геолог, палеонтолог и миколог. Сын ботаника Маттиаса Нумсена Блютта.

## Биография
Аксель Блютт родился 19 мая 1843 года в Кристиании (ныне — Осло) в семье Маттиаса Нумсена Блютта и Амброзии Хенриксен.
В 1860 году окончил школу, затем учился медицине в Университете Кристиании. В 1862 году Блютт заинтересовался ботаникой. С 1865 года он работал хранителем гербария Университета Кристиании. Большую часть своего времени Аксель посвящал окончанию работы своего отца, Norges flora. В 1877—1878 Блютт совершил поездку по Европе, посещал лекции в различных университетах. В 1880 году он стал профессором ботаники.
17 апреля 1885 года Аксель женился на Вальборг Вингард, дочери консула Ханса Августа Вингарда.
Аксель Гудбранн Блютт скончался 18 июля 1898 года в Кристиании.
В честь Акселя Блютта названа скала Блюттбергет на острове Ян-Майен и журнал Blyttia.

## Некоторые научные работы
- Blytt, M.N.; Blytt, A.G. (1861—1877). Norges flora. 1348 p.
- Blytt, A.G. (1901—1906). Haanbog i Norges flora. 780 p.

## Род и виды, названные в честь А. Г. Блютта
- Blyttiomyces A.F.Bartsch, 1939
- Briardia blyttiana Rostr., 1891
- Bryum axel-blyttii H.Philib., 1889 [syn.  Ptychostomum axel-blyttii (H.Philib.) J.R.Spence, 2007]
- Micropeltis blyttii Rostr., 1891
- Puccinia blyttiana Lagerh., 1892
- Puccinia blyttii De Toni, 1888